# Marijan Tavčar
Marijan Tavčar (n. 20 decembrie 1912, Ljubljana, Slovenia – d. 27 noiembrie 1981, Škofja Loka, Comuna Škofja Loka, Slovenia) a fost un traducător și publicist sloven.

## Biografie
Marijan Tavčar, nepot al scriitorului Ivan Tavčar, el a participat la Ljubljana școala primară, liceul de limbi clasice (1923-1931) și secția de limbi și literaturi clasice a Facultății de Filozofie din cadrul Universității din Ljubljana (1931-1935). A lucrat în anii 1936-1937 ca profesor la liceul din Kolašin (Muntenegru), în anii 1937-1938 la liceul din Podgorica și în anii 1939-1941 la Celje. În 1941 a fost arestat de Gestapo și a emigrat la Jagodina (Svetozarevo), de unde, după  o lună de ședere ilegală, a revenit la Ljubljana și până la sfârșitul războiului a luptat activ în Frontul de eliberare al Sloveniei. În perioada 1943-1945 a predat la liceul de limbi clasice din Ljubljana. După eliberare, a lucrat în perioada 1945-1963, până la pensionare, la licee din diverse localități din Slovenia.
În 1954 a devenit membru al Asociației de traducători literari din Slovenia și al Asociația traducătorilor profesioniști din Slovenia, activând ca interpret de neogreacă și de alte patru limbi străine; din 1963 a avut statutul de maestru traducător. Tavčar a tradus pentru diferite edituri, teatru, radio, televiziune, publicații științifice și tehnice. 
Tavčar a publicat traduceri, adnotări și introduceri, precum și articole în ziare și reviste (Naši razgledi, Prostor in čas, Nea Estia /Novo ognjišče/, I Pnevmatiki Kypros /Intelektualni Ciper/). Tavcar posted introductions and notes to his translation. El a fost singurul traducător de neogreacă din Slovenia și unul dintre puținii traducători de greacă veche și a contribuit la întărirea relațiilor bilaterale dintre Slovenia și Grecia. 